# Tarrano
Tarrano är en kommun i departementet Haute-Corse på ön Korsika i Frankrike. Kommunen ligger i kantonen Orezza-Alesani som tillhör arrondissementet Corte. År 2022 hade Tarrano 16 invånare.

## Befolkningsutveckling
Antalet invånare i kommunen Tarrano
Referens:INSEE